# Obwód Straży Granicznej „Cieszyn”

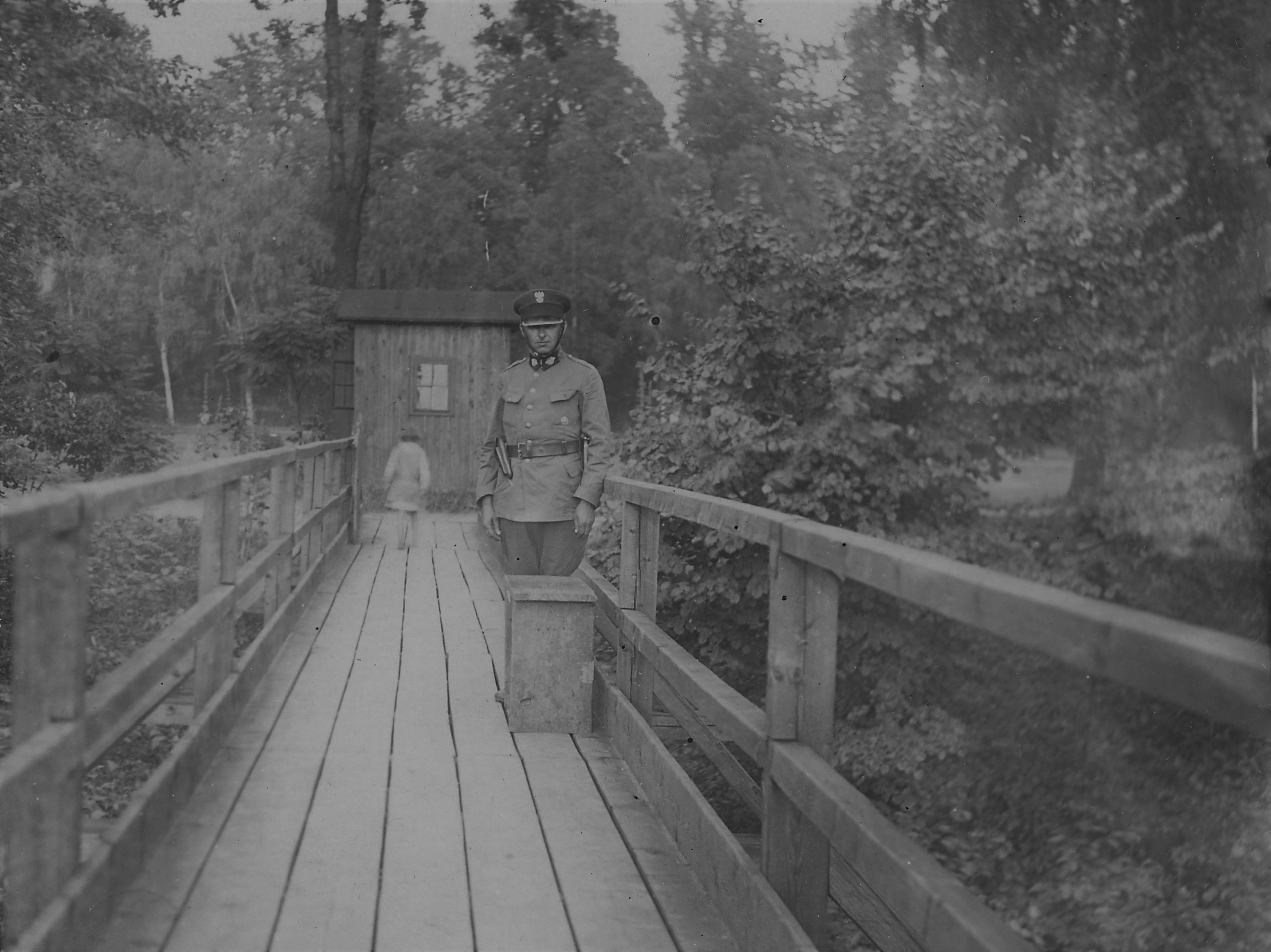
Posterunek Straży Granicznej na moście na rzece Olzie

Obwód Straży Granicznej „Cieszyn” – jednostka organizacyjna Straży Granicznej pełniąca służbę ochronną na granicy polsko-czechosłowackiej w 1939 roku.

## Formowanie Obwodu SG „Cieszyn”
Rozkazem nr 3 z 31 grudnia 1938 roku w sprawach reorganizacji jednostek na terenach Śląskiego, Zachodniomałopolskiego i Wschodniomałopolskiego okręgów Straży Granicznej, a także utworzenia nowych komisariatów i placówek, komendant Straży Granicznej płk Jan Gorzechowski, działając na podstawie upoważnienia Ministra Skarbu z 14 października 1938 roku zarządził przeniesienie siedzib komendy Obwodu SG „Bielsko” i placówki II linii „Bielsko” do Cieszyna, komisariatów  „Ustroń” do Jabłonkowa, „Cieszyn” do Cierlicka Górnego, „Zebrzydowice” do Orłowej, „Gorzyce”  do Bogumina. Na odcinku między komisariatem „Cierlicko Górne” i komisariatem „Jabłonków” nakazał utworzyć nowy komisariat Straży Granicznej „Ligotka Kameralna”.
Tym samym rozkazem nakazał utworzenie posterunku wywiadowczego „Karwina” i likwidacje posterunków: „Żywiec” i „Pszczyna”. Ustalił też, że w skład Obwodu Straży Granicznej „Cieszyn” weszły następujące komisariaty: Jabłonków, Ligotka Kameralna, Cierlicko, Orłowa i Bogumin.
Obwód Straży Granicznej Cieszyn został wydzielony z Zachodniomałopolskiego Okręgu Straży Granicznej i wszedł organizacyjnie w skład Śląskiego Okręgu Straży Granicznej.
Rozkazem nr 2 z 16 stycznia 1939 roku w sprawie przejęcia odcinka granicy polsko-niemieckiej od Korpusu Ochrony Pogranicza na terenie Mazowieckiego Okręgu Straży Granicznej oraz przekazania Korpusowi Ochrony Pogranicza odcinka granicy na terenie Wschodniomałopolskiego Okręgu Straży Granicznej, komendant Straży Granicznej płk Jan Gorzechowski utworzył placówkę II linii „Trzyniec”.
Tym samym rozkazem przydzielił posterunek SG „Karwina” do komisariatu „Orłowa” i placówkę II linii „Bielsko” do Komendy Obwodu „Żywiec”.
Rozkazem nr 13 z 31 lipca 1939 roku w sprawach [...] przeniesienia siedzib i zmiany przydziałów jednostek organizacyjnych, komendant Straży Granicznej gen. bryg. Walerian Czuma wydzielił Obwód Straży Granicznej „Cieszyn”  ze Ślaskiego Okręgu Straży Granicznej i przydzielił go do Zachodniomałopolskiego Okręgu Straży Granicznej.

## Komendanci okręgu
| stopień     | imię i nazwisko   | okres pełnienia służby | kolejne stanowisko |
| ----------- | ----------------- | ---------------------- | ------------------ |
| inspektor   | Rodkiewicz        | 1938                   |                    |
| nadkomisarz | Zbigniew Ruciński | 17 VII 1939 -          |                    |

## Struktura organizacyjna
Organizacja odwodu w 1939:
- sztab − Cieszyn
- komisariat Straży Granicznej „Bogumin”
- komisariat Straży Granicznej „Cierlicko”
- komisariat Straży Granicznej „Orłowa”
- komisariat Straży Granicznej „Ligotka Kameralna”
- komisariat Straży Granicznej „Jabłonków”